# Takebe Tsutomu
Takebe Tsutomu (武部 勤 (Võ Bộ Cần) sinh ngày 1 tháng 5 năm 1941) là chính khách người Nhật Bản. Ông là Nghị viên Chúng Nghị viện từ năm 1986 đến năm 2012 và từng là Bộ trưởng Nông nghiệp, Lâm nghiệp và Thủy sản Nhật Bản dưới thời Thủ tướng Koizumi Junichirō, sau đó là Tổng thư ký Đảng Dân chủ Tự do từ năm 2004 đến năm 2006.
Ông hiện là Cố vấn đặc biệt của Liên minh Nghị sĩ hữu nghị Nhật Bản - Việt Nam, trước đây ông cũng là Chủ tịch của Liên minh này.